# Guardia di Finanza
Guardia di Finanza (G. di F. sau GdF) (pronunție în italiană [ˈɡwardja di fiˈnantsa]) este o agenție italiană de aplicare a legii sub autoritatea ministrului Economiei și Finanțelor. Este o forță de poliție militarizată, care face parte din Ministerul Economiei și Finanțelor, nu din Ministerul Apărării. Guardia di Finanza este în esență responsabilă pentru tratarea criminalității financiare și a contrabandei; a evoluat, de asemenea, în principala agenție a Italiei pentru suprimarea comerțului ilegal de droguri. Deține peste 600 de bărci și nave și peste 100 de aeronave pentru a servi în misiunea sa de a patrula apele teritoriale ale Italiei. De asemenea efectuează funcția de poliție de frontieră și vamă pe aeroporturile italiene.
Interpol sintetizează Guardia di Finanza (Ministerul Economiei și Finanțelor) drept „o forță cu statut militar și cu atribuții la nivel național pentru investigațiile privind infracțiunile financiare și investigațiile privind traficul ilegal de droguri”.